# Hermann Frasch

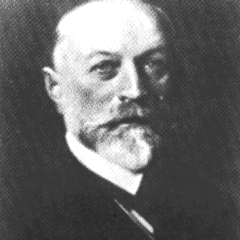
Hermann Frasch

Hermann Frasch (* 25. Dezember 1851 in Oberrot bei Gaildorf, Baden-Württemberg; † 1. Mai 1914 in Paris) war ein US-amerikanischer Erdölchemiker deutscher Herkunft.

## Leben
1868 wanderte der Apothekerlehrling und Sohn des Gaildorfer Bürgermeisters mit knapp 17 Jahren nach Philadelphia in den Vereinigten Staaten aus. Dort bildete er sich im Selbststudium zum Chemiker und Technologen aus, wobei er sich insbesondere mit Forschungsfragen auf dem Gebiet der Erdölchemie auseinandersetzte.
1876 entwickelte er in seinem eigenen Labor ein Verfahren zur Raffination von Paraffin-Wachs, welches er erfolgreich an eine geschäftlich mit der Standard Oil Company verbundene Firma verkaufen konnte. In den Folgejahren konzentrierte er seine Arbeit aber auch auf Verfahren u. a. zur Verbesserung der Erdöldestillation, der Herstellung von Bleiweiß aus Zinkerz, der Gewinnung von Natriumcarbonat aus Kochsalz und der Herstellung beständiger Glühdrähte aus behandelter Kohle. Das 1884 von ihm entwickelte in Paraffinwachs getränkte Papier kommt noch heute bei der Verpackung von Milchprodukten zum Einsatz.
Weltweite Bekanntheit erreichte Frasch kurze Zeit danach mit der Einführung des nach ihm benannten Frasch-Verfahrens zur Schwefelgewinnung aus elementaren Lagerstätten (US-Patent Nr. 461,430). Dabei wird elementarer Schwefel mit Hilfe von heißem Wasserdampf im Untergrund geschmolzen und unter Druck (Pressluft) flüssig zu Tage gefördert. Nach diesem Verfahren, das keine bergmännischen Anlagen erfordert, wurde bis in die 1970er Jahre weltweit die Hauptmenge des Schwefels gewonnen; der Reinheitsgrad liegt dabei bei über 99 %. Heute kommt der überwiegende Teil des Schwefels aus der Erdöl- und Erdgasindustrie nach dem Claus-Prozess aus Schwefelwasserstoff. Dieser ist im Erdgas enthalten oder fällt bei der Hydrodesulfurierung des Erdöls in großen Mengen an.
Fraschs Patente machten ihn zum wohlhabenden Mann, nicht zuletzt weil die Standard Oil Company sein Verfahren dringend zur Förderung von stark schwefelhaltigem Erdöl benötigte. In der Öffentlichkeit war Frasch als „Schwefelkönig von Louisiana“ bekannt. 1908 stiftete er seiner Heimatstadt Gaildorf eine Turn- und Festhalle, die 1945 zerstört wurde.
1912 erhielt er die Perkin Medal.
Hermann Frasch starb 1914 im Alter von 62 Jahren in Paris. Er wurde in einem ihm zu Ehren errichteten Mausoleum in Gaildorf beerdigt. 1924 wurde sein Leichnam in die Vereinigten Staaten überführt.